# Xã Rosefield, Quận Eddy, Bắc Dakota
Xã Rosefield (tiếng Anh: Rosefield Township) là một xã thuộc quận Eddy, tiểu bang Bắc Dakota, Hoa Kỳ. Năm 2010, dân số của xã này là 33 người.